# Win Griffiths
Pour les articles homonymes, voir Griffiths.
Winston James Griffiths, né le 11 février 1943, connu sous le nom de Win Griffiths, est un ancien enseignant et homme politique.

## Biographie
Win Griffiths naît le 11 février 1943.
Ancien enseignant, il est membre du Parlement européen pour la circonscription South Wales de 1979 à 1989 et député de Bridgend de 1987 à 2005 pour le Parti travailliste.
Il occupe plusieurs postes de premier plan dans l'opposition et est nommé sous-secrétaire parlementaire au bureau gallois par Tony Blair en mai 1997, mais quitte le gouvernement après le remaniement de juillet 1998. Après avoir quitté le gouvernement, il préside le Grand Comité gallois et se retire du parlement en 2005.
Il est préside le Bro Morgannwg NHS Trust après sa retraite et est  président du Wales Council for Voluntary Action et du Bro Morgannwg NHS Trust.
Il est nommé dans l'Ordre de l'Empire britannique dans la liste des distinctions honorifiques du Nouvel An 2011.